# 스카르베크

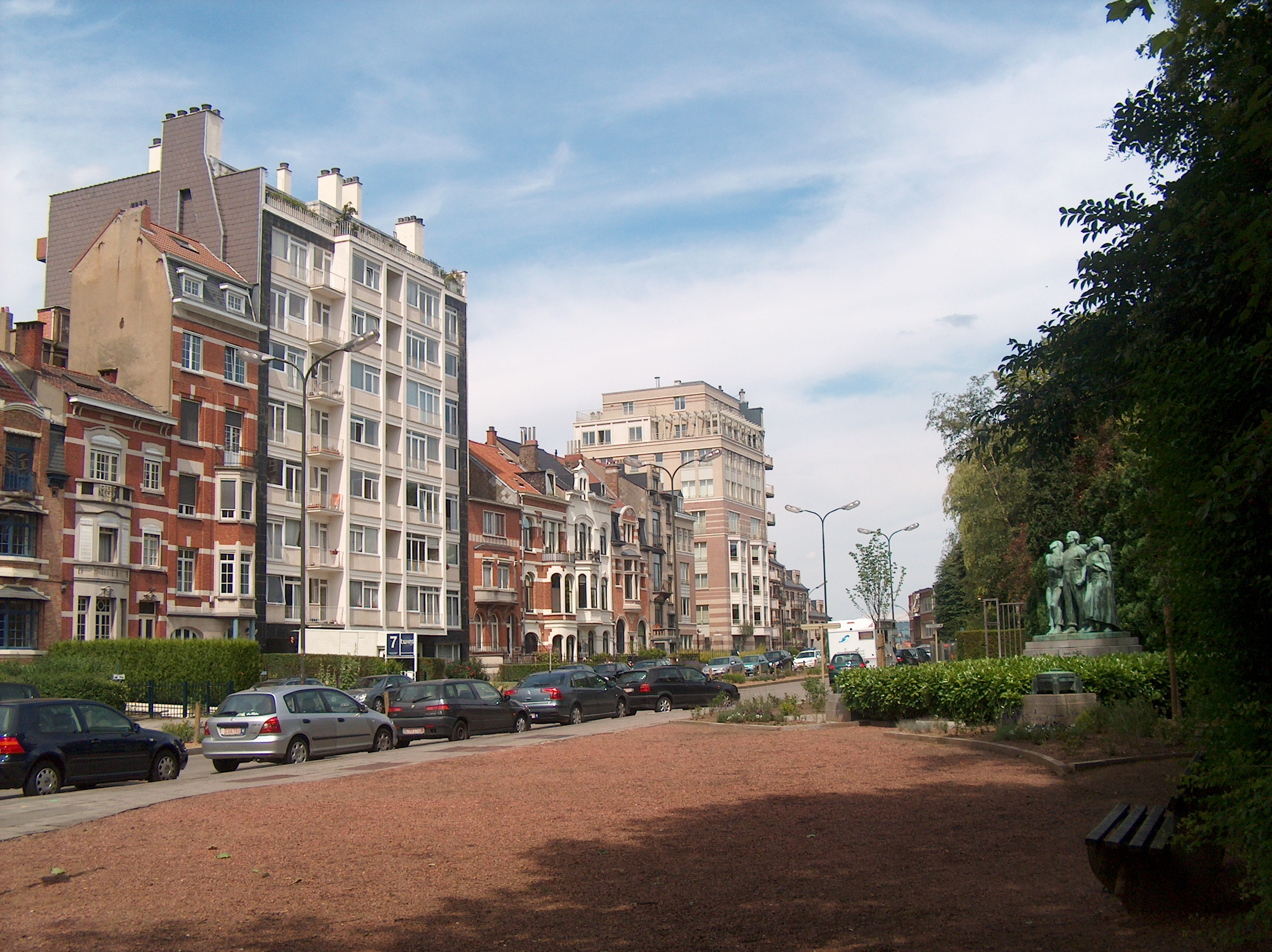
스카르베크

스카르베크(프랑스어: Schaerbeek, 발음: [skaʁbek, skaʁbɛk] ( 듣기)) 또는 스하르베이크(네덜란드어: Schaarbeek, 발음 [ˈsxaːrbeːk] ( 듣기))는 벨기에 브뤼셀 수도 지역을 구성하는 19개 지방 자치체 가운데 하나로 면적은 8.14km2, 인구는 127,747명(2013년 1월 1일 기준), 인구 밀도는 16,000명/km2이다.

시기
시 문장